# Xiaomi Mi Band
Xiaomi Mi Band — фітнес-трекер вироблений компанією Xiaomi. Xiaomi Mi Band був оприлюднений компанією 22 липня 2014. Являє собою крокомір і розумний будильник. Друга версія, крім індикатора зарядки, містить також дисплей з годинником, але має менший час автономної роботи. Третя версія містить сенсорний дисплей, функцію знайти телефон, прогноз погоди та секундомір, також має більший час автономної роботи у порівнянні із другою версією.

## Xiaomi Mi Band 2
Характеристики:
- Вага: 7 г;
- Батарея: літій-полімерний акумулятор 70 mAh;
- Роздільна здатність екрану: 72 x 40;
- Рівень водонепроникності: IP67

## Xiaomi Mi Band 3
Характеристики:
- Вага: 8.5 г;
- Батарея: літій-полімерний акумулятор 110 mAh;
- Рівень водонепроникності: IP68;
- Роздільна здатність екрану: 128 x 80;